# Eldrajn
Eldrajn (engl. Eldrine, gruz. ბიოგრაფია) je gruzijski rok bend osnovan 2007. godine. Bend je predstavljao Gruziju na Pesmi Evrovizije 2011. sa pesmom „One More Day“. Plasirali su se u finale takmičenja i zauzeli 9.mesto sa 110 osvojenih bodova. Krajem februara 2011. godine objavljeno je da dosadašnja pevačica Tamara Vadatkorija napušta bend, a na njeno mesto dolazi poznata gruzijska pevačica Sofija Torošelidze, koja je već poznata evrovizijskoj publici s obzirom da je 2010. bila prateći vokal gruzijskoj predstavnici Sofiji Nizjaradze.

## Članovi benda
- Sofia Torošelidze  - vokal
- Mihail Čelidze - gitara
- Irakli Bibilašvili - bas gitara
- Tamara Šekiladze - klavijature
- Beso Čikelašvili - DJ
- David Čangošvili - bubnjevi

### Bivši članovi
- Tamara Vadatkoria - vokal (2007-2011)

## Diskografija

### Albumi
- Fake Reality (2011)

### Singlovi
- Haunting (2010)
- One More Day (2011)